# Salt Mobile
Salt Mobile (precedentemente Orange Svizzera) è un fornitore di servizi Internet svizzero, che offre servizi di telefonia mobile e fissa.
Fondata nel 1999 da Orange, nel 2012 è stata acquisita da Apax Partners, e nel 2015 da NJJ Holding di Xavier Niel.

## Storia
La compagnia, in origine denominata Orange Svizzera per via dell'appartenenza al gruppo francese Orange, è di proprietà dal febbraio 2012 al 2015 del fondo Apax Matterhorn Mobile, gestito da Apax Partners che detiene indirettamente la maggioranza. L'azienda ha la sua sede principale a Renens e filiali a Zurigo e Bienne.
Nel febbraio 2015 l'operatore fu acquisito dall'imprenditore francese Xavier Niel tramite la sua holding personale NJJ Capital, assumendo così il nome Salt.
Il 20 marzo 2018 avvenne il lancio di Salt Fiber e della prima offerta congiunta per l'accesso a Internet, telefonia e televisione a banda larga.
Al 30 settembre 2020 Salt registrava 1.286.600 utenze di telefonia mobile in abbonamento, mentre nel mese di giugno del 2020 superò le 100.000 utenze per il servizio in fibra ottica.